# Inocêncio do Alasca
Inocêncio (em russo:  Иннокентий, transl. Innokentiy; 26 de agosto de 1797 – 31 de março de 1879), nascido Ivan Evseevich Popov-Veniaminov (em russo:  Иван Евсеевич Попов-Вениаминов), também conhecido como Inocêncio do Alasca ou Inocêncio de Moscou, foi um sacerdote ortodoxo russo, metropolita de Moscou e Kolomna e bispo, depois arcebispo de Camecháteca, Curilas e Aleutas. É conhecido por seu trabalho missionário e de liderança no Alasca e no Extremo Oriente russo durante o século XIX. É conhecido por seu grande zelo pelo trabalho, bem como as suas capacidades de estudioso, linguista e administrador. Aprendeu várias línguas nativas e foi o autor de muitos dos primeiros trabalhos acadêmicos sobre os povos indígenas e as suas línguas, bem como dicionários e obras religiosas em seus idiomas. Também traduziu partes da Bíblia em várias línguas nativas.

## Canonização
Em 6 de outubro de 1977, a Igreja Ortodoxa Russa aceitou o pedido oficial da Igreja Ortodoxa na América e fez de Inocêncio um santo. Sua festa é celebrada duas vezes por ano, no dia 6 de outubro – para as igrejas que seguem o calendário juliano, 19 de outubro no calendário gregoriano –, comemorando sua morte, e 31 de março (13 de abril) em comemoração da sua glorificação (canonização) como um santo. É venerado como igual aos apóstolos.